# Craig Simpson
Pour les articles homonymes, voir Simpson.
 (novembre 2019).
Si vous disposez d'ouvrages ou d'articles de référence ou si vous connaissez des sites web de qualité traitant du thème abordé ici, merci de compléter l'article en donnant les références utiles à sa vérifiabilité et en les liant à la section « Notes et références ».
Craig Simpson (né le 15 février 1967 à London en Ontario au Canada) est un ancien centre professionnel de hockey sur glace en Amérique du Nord.

## Carrière en club
Il a commencé sa carrière en jouant dans le championnat universitaire (NCAA) pour l'Université du Michigan (Michigan Wolverines) en 1983-1984.
Il se présente au repêchage d'entrée dans la Ligue nationale de hockey de 1985 et est choisi par les Penguins de Pittsburgh au premier tour (2e choix après Wendel Clark).
Il commence dessuite dans la LNH pour la saison 1985-1986. Au milieu de la saison 1987-1988 de la LNH, il quitte Pittsburgh pour rejoindre les Oilers d'Edmonton de Wayne Gretzky pour qui il jouera jusqu'à la fin de la saison 1992-1993 de la LNH. Il gagne alors deux fois la Coupe Stanley en 1988 et 1990.
Il rejoint alors les Sabres de Buffalo pour ses deux dernières années.

## Vie personnelle
En 2012, Simpson marie la patineuse artistique Jamie Salé. Il est le père du joueur de hockey professionnel, Dillon Simpson.

## Statistiques de carrière
| Saison     | Équipe                 | Ligue      |     | Saison régulière | Saison régulière | Saison régulière | Saison régulière | Saison régulière |    | Séries éliminatoires | Séries éliminatoires | Séries éliminatoires | Séries éliminatoires | Séries éliminatoires |
| Saison     | Équipe                 | Ligue      | PJ  | B                | A                | Pts              | Pun              | PJ               | B  | A                    | Pts                  | Pun                  |                      |                      |
| 1983-1984  | Wolverines du Michigan | NCAA       | 46  | 14               | 43               | 57               | 38               |                  |    |                      |                      |                      |                      |                      |
| 1984-1985  | Wolverines du Michigan | NCAA       | 42  | 31               | 53               | 84               | 33               |                  |    |                      |                      |                      |                      |                      |
| 1985-1986  | Penguins de Pittsburgh | LNH        | 76  | 11               | 17               | 28               | 49               |                  |    |                      |                      |                      |                      |                      |
| 1986-1987  | Penguins de Pittsburgh | LNH        | 72  | 26               | 25               | 51               | 57               |                  |    |                      |                      |                      |                      |                      |
| 1987-1988  | Penguins de Pittsburgh | LNH        | 21  | 13               | 13               | 26               | 34               |                  |    |                      |                      |                      |                      |                      |
| 1987-1988  | Oilers d'Edmonton      | LNH        | 59  | 43               | 21               | 64               | 43               | 19               | 13 | 6                    | 19                   | 26                   |                      |                      |
| 1988-1989  | Oilers d'Edmonton      | LNH        | 66  | 35               | 41               | 76               | 80               | 7                | 2  | 0                    | 2                    | 10                   |                      |                      |
| 1989-1990  | Oilers d'Edmonton      | LNH        | 80  | 29               | 32               | 61               | 180              | 22               | 16 | 15                   | 31                   | 8                    |                      |                      |
| 1990-1991  | Oilers d'Edmonton      | LNH        | 75  | 30               | 27               | 57               | 66               | 18               | 5  | 11                   | 16                   | 12                   |                      |                      |
| 1991-1992  | Oilers d'Edmonton      | LNH        | 79  | 24               | 37               | 61               | 80               | 1                | 0  | 0                    | 0                    | 0                    |                      |                      |
| 1992-1993  | Oilers d'Edmonton      | LNH        | 60  | 24               | 22               | 46               | 36               |                  |    |                      |                      |                      |                      |                      |
| 1993-1994  | Sabres de Buffalo      | LNH        | 22  | 8                | 8                | 16               | 8                |                  |    |                      |                      |                      |                      |                      |
| 1994-1995  | Sabres de Buffalo      | LNH        | 24  | 4                | 7                | 11               | 26               |                  |    |                      |                      |                      |                      |                      |
| Totaux LNH | Totaux LNH             | Totaux LNH | 634 | 247              | 250              | 497              | 659              | 67               | 36 | 32                   | 68                   | 56                   |                      |                      |

## Carrière d'entraîneur
En 2003-2004, il est entraîneur-adjoint des Oilers.